# Формиђине
Формиђине је насеље у Италији у округу Модена, региону Емилија-Ромања.
Према процени из 2011. у насељу је живело 26324 становника. Насеље се налази на надморској висини од 81 м.

## Становништво
Према резултатима пописа становништва 2011. у општини је живело 33.667 становника.
| 1951.  | 1961.  | 1971.  | 1981.  | 1991.  | 2001.  | 2011.  |
| ------ | ------ | ------ | ------ | ------ | ------ | ------ |
| 11.943 | 12.869 | 16.345 | 21.509 | 26.667 | 30.073 | 33.667 |

## Партнерски градови
- Monte Urano, Сомир, Табор, Finale Emilia, Edchera